# Guidizzolo
Guidizzolo és un municipi situat al territori de la província de Màntua, a la regió de la Llombardia (Itàlia).
Guidizzolo limita amb els municipis de Cavriana, Ceresara, Goito, Medole i Solferino.
Pertanyen al municipi les frazioni de Birbesi, Rebecco i Selvarizzo.